# 邱锂力
邱锂力，上海人，中国计算机科学家，主要研究领域为无线网络。现微软亚洲研究院副院长。

## 生平
邱锂力出生于上海，早年就读于上海市南洋模范中学。后赴美国留学，1996年毕业于桥港大学，获计算机科学与物理学双学士学位。此后进入康奈尔大学深造，2001年获计算机科学博士学位。2001年至2004年间，她曾任微软雷德蒙德研究院系统和网络组研究员。2005年起长期任教于得克萨斯大学奥斯汀分校。2022年，出任微软亚洲研究院副院长，是微软亚洲研究院（上海）的负责人。
邱锂力于2017年当选电气电子工程师学会（IEEE）会士，2018年当选计算机协会（ACM）会士。